# David Hill (Produzent)
David Hill (* 21. Mai 1946 in Newcastle, New South Wales) ist ein australischer Fernsehproduzent, der von 1993 bis 2000 unter anderem Präsident von Fox Sports Networks und Executive Vice President von 21st Century Fox war.

## Karriere
Hill wurde 1946 in Newcastle geboren. Er begann beim Sydney Daily Telegraph als „Copyboy“ und war später für den Sportteil verantwortlich.
David Hills Karriere beim Fernsehen begann 1989 beim britischen Sender Sky Television. David Hill wurde von Rupert Murdoch 1993 zum US-amerikanischen Sender Fox Sports geholt. Sie sicherten sich die Übertragungsrechte der NFL im Jahr 1994 und sind seit dem, durch die Innovationen von Hill Vorreiter, da unter anderem durch ihn die First-Down-Linie auf dem Feld grafisch eingebunden wurde. Bei den Übertragungen der NHL wurde während der Eishockeyspiele der Puck grafisch hervorgehoben. Des Weiteren wurden der Spielstand und die de Zeiten der Spiele bzw. Rundenzeiten beim NASCAR dauerhaft angezeigt. Im Jahr 1997 wurde er zum Präsident von Fox Sports ernannt, zwei Jahre später zum Chairman von Fox Sports Media. Er verließ 21st Century Fox im Juli 2015 und widmete sich seiner eigenen Produktionsgesellschaft Hilly Inc., die sich auf Live-TV-Events konzentriert. So ist er mit seiner Firma seit 2017 verantwortlich für die Übertragung der Spiele der Electronic Sports League.
Einen Sport-Emmy-Award erhielt er für die Fernsehproduktion zu den World Series 2011.
David Hill war als Produzent für die 88. Oscarverleihung, gemeinsam mit Reginald Hudlin, verantwortlich. Dafür wurde er gemeinsam mit Reginald Hudlin, Michael B. Seligman und Chris Rock für einen Emmy nominiert.
Neben den sportlichen Übertragungen war er auch für die Produktionen The X Factor und American Idol verantwortlich.

## Filmografie (Auswahl)
- 2011: World Series 2011
- 2014–2015: American Idol
- 2016: Oscarverleihung 2016 (88th Academy Awards)